# Dolné Mladonice
Dolné Mladonice este o comună slovacă, aflată în districtul Krupina din regiunea Banská Bystrica. Localitatea se află la altitudinea de 392 m deasupra n.m., se întinde pe o suprafață de 6,42 km2 și în 2017 număra 132 de locuitori. Se învecinează cu comuna Čekovce.

## Istoric
Localitatea Dolné Mladonice este atestată documentar din 1391.

## Demografie
| An:                | 1994 | 2004    | 2014    | 2024   |
| ------------------ | ---- | ------- | ------- | ------ |
| Număr de persoane: | 168  | 142     | 126     | 127    |
| Diferență:         |      | −15,47% | −11,26% | +0,79% |

| An:                | 2023 | 2024   |
| ------------------ | ---- | ------ |
| Număr de persoane: | 132  | 127    |
| Diferență:         |      | −3,78% |